# Wilhelm von Wülcknitz
Wilhelm August Ernst Karl Adolf von Wülcknitz (* 29. Juli 1827 in Rinteln; † 18. Januar 1900 in Wiesbaden) war ein preußischer Generalmajor und Kommandeur der 31. Infanterie-Brigade.

## Leben

### Herkunft

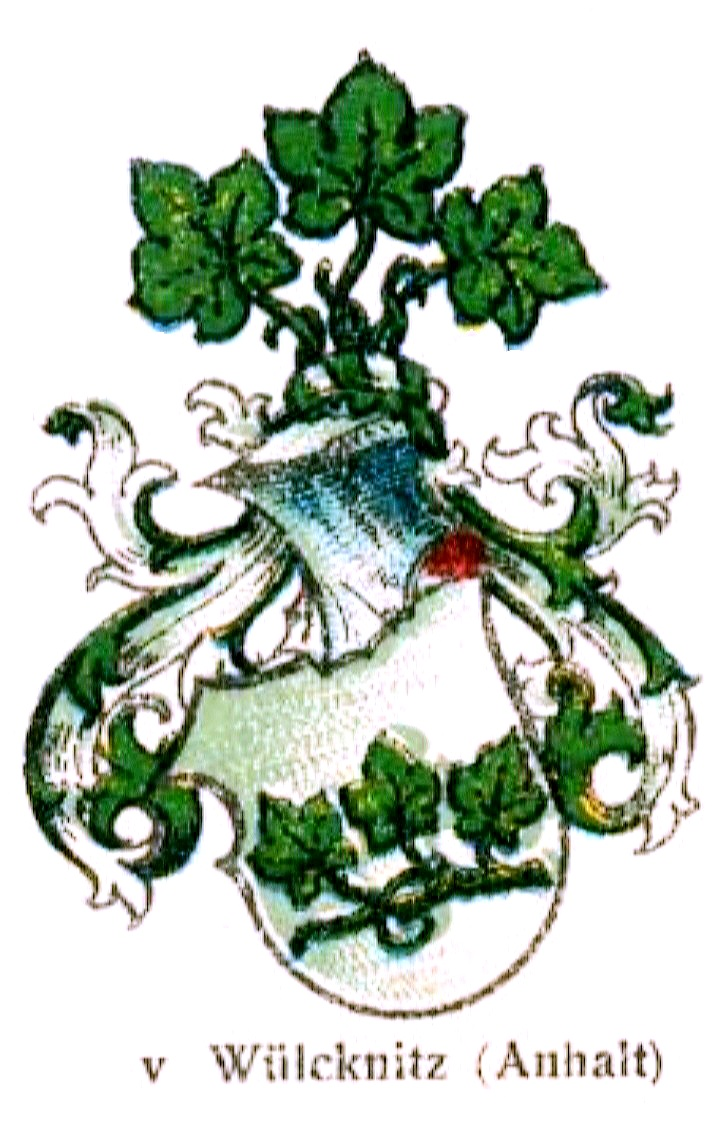
Wappen derer von Wülcknitz

Die altadelige Familie von Wülcknitz stammt aus dem Fürstentum Anhalt. Angehörige traten in preußische Heeresdienste. Wilhelm von Wülcknitz’ Großvater Johann Karl von Wülcknitz stand 1798 als Stabskapitän im Regiments des Königs von Preußen. Wilhelm war ein Sohn des preußischen Major Friedrich von Wülcknitz (1785–1834) und dessen Ehefrau Adelheid, geborene von Grone (1803–1874) aus dem Hause Westerbrak.

### Werdegang
Wülcknitz besuchte die Kadettenhäuser in Potsdam und Berlin. Anschließend wurde er am 4. Juli 1844 als Portepeefähnrich mit Patent vom 29. Juli 1844 dem 15. Infanterie-Regiment der Preußischen Armee überwiesen. Er avancierte Mitte Oktober 1844 zum überzähligen Sekondeleutnant, wurde ein Jahr später in Etat einrangiert und war ab Oktober 1847 auf ein Jahr zur Dienstleistung beim 7. kombinierte Reserve-Bataillon kommandiert. Während des Krieges gegen Dänemark nahm Wülcknitz 1849 an den Gefechten bei Viuf, Vejle, Aarhus und Alminde teil. 
Von Januar 1851 bis Dezember 1854 war er als Adjutant des II. Bataillons im 15. Landwehr-Regiment nach Paderborn kommandiert. Wülcknitz stieg Anfang April 1855 zum Premierleutnant auf und war von August 1856 bis Mitte Oktober 1860 als Kompanieführer erneut beim II. Bataillon des 15. Landwehr-Regiments kommandiert. In dieser Eigenschaft wurde er Ende Mai 1859 zum Hauptmann befördert und am 17. Oktober 1860 zum Chef der 11. Kompanie in seinem Stammregiment ernannt. Als solcher nahm er 1864 am Deutsch-Dänischen Krieg teil, wurde im Gefecht bei Missunde schwer verwundet und mit dem Roten Adlerorden IV. Klasse mit Schwertern ausgezeichnet. Im Deutschen Krieg nahm er 1866 bei der Mainarmee an den Kämpfen bei Dermbach, Kissingen, Laufach sowie Aschaffenburg teil und erhielt für sein Wirken den Kronen-Orden IV. Klasse mit Schwertern.
Am 15. Oktober 1867 erfolgte mit der Beförderung zum Major seine Versetzung als etatmäßiger Stabsoffizier in das Oldenburgische Infanterie-Regiment Nr. 91. Mit der Mobilmachung anlässlich des Krieges gegen Frankreich erhielt Wülcknitz am 18. Juli 1870 das Kommando über das Füsilier-Bataillon, dass er bei Vionville und Gravelotte führte. Während der Belagerung von Metz erkrankte er schwer und konnte am weiteren Feldzug nicht mehr teilnehmen.
Ausgezeichnet mit dem Eisernen Kreuz II. Klasse und dem Ritterkreuz I. Klasse des Oldenburgischen Haus- und Verdienstordens des Herzogs Peter Friedrich Ludwig mit Schwertern befand er sich nach seiner Gesundung und dem Friedensschluss mit seinem Verband bei der Okkupationsarmee in Frankreich. Wülcknitz rückte Ende März 1873 zum Oberstleutnant auf und wurde am 15. April 1875 unter Stellung à la suite mit der Führung des  Ostpreußischen Füsilier-Regiments Nr. 33 in Danzig beauftragt. Am 19. Juni 1876 erfolgte seine Ernennung zum Regimentskommandeur sowie am 3. Juli 1875 die Beförderung zum Oberst. In dieser Stellung erhielt er am 9. September 1879 den Kronen-Orden II. Klasse mit Schwertern. Drei Tage zuvor hatte sich Wülcknitz beim Sturz mit dem Pferd den linken Unterarm gebrochen.
Mit der Beförderung zum Generalmajor trat er am 18. Oktober 1881 an die Spitze der 31. Infanterie-Brigade in Trier. Gesundheitsbedingt reichte Wülcknitz seinen Abschied ein und wurde am 3. August 1883 unter Verleihung des Roten Adlerordens II. Klasse  mit Eichenlaub und Schwertern am Ringe mit der gesetzlichen Pension zur Disposition gestellt.

### Familie
Wülcknitz heiratete am 30. Juni 1857 in Wettesingen Marie Karoline Wrisberg (1836–1904), eine Tochter des Gutsbesitzers Karl Georg Wrisberg.